# （ファック・ア）シルヴァー・ライニング
「（ファック・ア）シルヴァー・ライニング」（(Fuck A) Silver Lining）は、アメリカ合衆国のポップ・ロック・バンドであるパニック!アット・ザ・ディスコの楽曲。2018年3月21日にアルバム『プレイ・フォー・ザ・ウィキッド』からの第1弾シングル「セイ・アーメン（サタデー・ナイト）」とともに音源が公開された。作詞作曲はブレンドン・ユーリー、ジェイク・シンクレア、スコット・チェザック、モーガン・キビーの共作で、ジョニー・ファンチズとマーヴィン・ジュニアの名もクレジットに含まれている。

## リリース・曲の構成
2018年3月1日、パニック!アット・ザ・ディスコが6月22日にアルバム『プレイ・フォー・ザ・ウィキッド』を発売することを発表。同日、アルバムからの第1弾シングル「セイ・アーメン（サタデー・ナイト）」の発売とともに、「（ファック・ア）シルヴァー・ライニング」の音源が公開された。
曲のキーはC♯マイナーで、テンポは105BPM。イントロでは、ザ・デルズの「オー・ホワット・ア・ナイト」をサンプリングして使用している。楽曲は、ヒップホップやエレクトロニカの影響を受けたポップ調に仕上げられた。

## 評価
ローリング・ストーン誌のライアン・リードは、本作の特徴として「音を歪めたベースとブラス」を挙げた。ライターの鈴木美穂は、Mikikiに寄稿したアルバム『プレイ・フォー・ザ・ウィキッド』の特集記事の中で本作をストリングスが盛大に鳴り響くオープニング・トラックと表現し、まるで豪華なミュージカルの幕開けのようだと評した。インデペンデント紙のロイシー・オコナーは、本作を「チャーリーとチョコレート工場に登場するベルーカ・ソルトの癇癪（"I Want It Now"）が大人びたバージョン」と評した。

## シングル収録曲
| #         | タイトル                                                           | 作詞・作曲 | 時間 |
| --------- | ------------------------------------------------------------------ | --- | ---- |
| 1.        | 「（ファック・ア）シルヴァー・ライニング」((Fuck A) Silver Lining) | ブレンドン・ユーリー ジェイク・シンクレア スコット・チェザック モーガン・キビー ジョニー・ファンチズ マーヴィン・ジュニア | 2:48 |
| 合計時間: | 合計時間:                                                          | 合計時間: | 2:48 |

| #         | タイトル                                                           | 作詞・作曲 | 時間 |
| --------- | ------------------------------------------------------------------ | --- | ---- |
| 1.        | 「セイ・アーメン（サタデー・ナイト）」(Say Amen (Saturday Night))  | ブレンドン・ユーリー ジェイク・シンクレア ローレン・プリチャード サム・ホランダー トビー・ウィンコーン トミー・ペイトン イマード・ロイ・エル＝アミーネ スージー・シン トーマス・ブレネック マイケル・デラー ダニエル・フォーダー アンドリュー・グリーン ブライアン・プロフィリオ ジャレッド・タンケル ネーザン・アブシール | 3:09 |
| 2.        | 「（ファック・ア）シルヴァー・ライニング」((Fuck A) Silver Lining) | ブレンドン・ユーリー ジェイク・シンクレア スコット・チェザック モーガン・キビー ジョニー・ファンチズ マーヴィン・ジュニア | 2:48 |
| 合計時間: | 合計時間:                                                          | 合計時間: | 5:57 |

## クレジット
※出典
- ブレンドン・ユーリー – リード・ボーカル、バックグラウンド・ボーカル、ベース、作詞作曲
- ジェイク・シンクレア – 作詞作曲、バックグラウンド・ボーカル、プロデュース
- スコット・チェザック – 作詞作曲、ドラム、キーボード、パーカッション、プロデュース
- モーガン・キビー -　作詞作曲
- ジョニー・ファンチズ – 作詞作曲（「オー・ホワット・ア・ナイト」）
- マーヴィン・ジュニア – 作詞作曲（オー・ホワット・ア・ナイト）
- ルーブル・カプール – エンジニア
- ケネス・ハリス – ギター、バックグラウンド・ボーカル
- スージー・シン – バックグラウンド・ボーカル、エンジニア
- ロブ・メイセス – 指揮者、ストリングス・アレンジ、ホーン・アレンジ
- ブルース・デュコフ – コンサートマスター（ロサンゼルス）、ヴァイオリン
- チャーリー・ビシャラ – ヴァイオリン
- ジュリー・ジガンテ – ヴァイオリン
- ジェシカ・ガイデリ – ヴァイオリン
- リサ・リュー – ヴァイオリン
- マヤ・マガブ – ヴァイオリン
- セレナ・マッキニー – ヴァイオリン
- ヘレン・ナイテンゲール – ヴァイオリン
- カティア・ポポフ – ヴァイオリン
- テレザ・スタニスラフ – ヴァイオリン
- トーマス・ボーズ – ストリングスリーダー、コンサートマスター（ロンドン）、ヴァイオリン
- ワーレン・ジーリンスキー – ヴァイオリン
- ジャッキー・ハートレー – ヴァイオリン
- リタ・マニング – ヴァイオリン
- ピーター・ハンソン – ヴァイオリン
- トム・ピゴット＝スミス – ヴァイオリン
- エムリン・シングルトン – ヴァイオリン
- キャシー・トンプソン – ヴァイオリン
- ブライアン・デンボー – ストリングスリーダー（ロサンゼルス）、ヴィオラ
- ロバート・ブロフィー – ヴィオラ
- ショーン・マン – ヴィオラ
- ザック・デリンジャー – ヴィオラ
- ピーター・レイル – ヴィオラ
- ビルース・ホワイト – ヴィオラ
- スティーヴ・エルドリー – ストリングスリーダー（ロサンゼルス）、チェロ
- ジェイコブ・ブラウン – チェロ
- エリック・バイアーズ – チェロ
- キャロライン・デイル – ストリングスリーダー（ロンドン）、チェロ
- ティム・ギル – チェロ
- ジェイソン・ファブス – サクソフォーン
- ピーター・スローカム – サクソフォーン
- モーガン・ジョーンズ – サクソフォーン
- マイク・ロシャ – トランペット
- ジョナサン・ブラドリー – トランペット
- ライアン・ドラゴン – トロンボーン
- クラウディウス・ミッテンドーファー – ミキシング
- エミリー・レイザー – マスタリング
- クリス・オールグッド – マスタリング（アシスタント）
- レイチェル・ホワイト – アシスタント
- サーシャ・バンバジ – アシスタント
- アンバー・ジョーンズ – アシスタント
- ケイティ・シェイプ – アシスタント
- ジェイソン・モーザー – アシスタント

## チャート成績

### 週間チャート
| チャート (2018年)                        | 最高位 |
| ---------------------------------------- | ------ |
| New Zealand Heatseeker (RMNZ)            | 9      |
| スコットランド (Official Charts Company) | 91     |
| US Hot Rock Songs (Billboard)            | 10     |

### 年間チャート
| チャート (2018年)                           | 順位 |
| ------------------------------------------- | ---- |
| US Hot Rock & Alternative Songs (Billboard) | 60   |